# Pterorana khare
Pterorana khare é uma espécie de anfíbio da família Ranidae. É a única espécie do género Pterorana.
É endémica da Índia.
Os seus habitats naturais são: florestas subtropicais ou tropicais húmidas de baixa altitude, regiões subtropicais ou tropicais húmidas de alta altitude e rios.